# Dietlindenstraße (métro de Munich)
Dietlindenstraße (en allemand : U-Bahnhof Dietlindenstraße) est une station souterraine de la ligne U6 du métro de Munich. Elle est située dans le secteur de Schwabing-West, à Munich en Allemagne.

## Situation sur le réseau

Plan du métro (2020).

La station se situe sous la Ungererstraße, en parallèle de la rue, au niveau de la Potsdamer Straße à l'ouest et de la Dietlindenstraße à l'est.

## Histoire
Le gros œuvre du bâtiment est terminé en 1967. Le 10 octobre 1970, des métros s'arrêtent pour la première fois en gare et permettent aux Munichois de voyager en métro entre les stations Dietlindenstraße et Kieferngarten pendant une journée. La station ouvre le 19 octobre 1971. 

## Architecture
La station comporte deux voies avec un quai en îlot. Les deux quais sont séparés par une rangée de colonnes.
Outre le bandeau bleu des lignes, caractéristique de nombreuses stations de la ligne principale 1, la couleur verte domine dans le design de la station. Les colonnes hexagonales sont carrelées de tuiles vertes et les murs de voie arrière sont revêtus de panneaux de fibrociment vert pâle. Le lambris du plafond est constitué de lattes, laissant des évidements pour les luminaires. Le sol est aménagé avec des panneaux noirs.

## Services aux voyageurs

### Accès et accueil
Aux deux extrémités de la plate-forme, des escalators et des escaliers fixes mènent à un portique. La mezzanine sud, qui dispose également d'un ascenseur, a des escaliers de tous les côtés de l'intersection de Ungererstrasse, Potsdamer Strasse et Dietlindenstrasse, tandis que du nord, il y a des escaliers des deux côtés de Ungererstrasse entre Virchowstrasse et Helmtrudenstrasse.

### Desserte
Petuelring est desservie par les rames de la ligne U6.

### Intermodalité
La station est en correspondance avec la ligne de bus 56.